# リチャード・L・ペイジ (フリゲート)
|          | |
| 艦歴     | |
| 発注     | 1963年5月24日 |
| 起工     | 1965年1月4日 |
| 進水     | 1966年4月4日 |
| 就役     | 1967年8月5日 |
| 退役     | 1988年9月30日 |
| その後   | |
| 除籍     | 1994年1月12日 |
| 性能諸元 | |
| 排水量   | 3,426トン |
| 全長     | 414 ft |
| 全幅     | 44 ft |
| 吃水     | 14 ft 6 in (4.4 m) |
| 機関     | フォスター・ホイーラー缶 2基 ウエスチングハウス式ギアード・タービン 1基 |
| 最大速   | 27.2ノット (50.4 km/h) |
| 航続距離 | 4,000海里 (7,000 km) |
| 乗員     | 士官14名、兵員214名 |
| 兵装     | 12.7cm単装両用砲 (Mk3) 1基 ターターミサイル単装発射機 (Mk22) 1基（ミサイル搭載数16発） アスロック対潜ロケット8連装発射機 (Mk16) 1基 45.3cm連装対潜魚雷発射機1基 32.4cm3連装魚雷発射管 (Mk32) 2基 |
| 搭載機   | LAMPSヘリ1機 |
| モットー | |

リチャード・L・ペイジ (USS Richard L. Page, FFG-5) は、アメリカ海軍のミサイルフリゲート。ブルック級ミサイルフリゲートの5番艦。艦名はリチャード・L・ペイジ准将に因む。

## 艦歴
リチャード・L・ペイジは1965年1月4日にメイン州バスのバス鉄工所で起工した。1966年4月4日にエドモニア・リー・ホイットルおよびナニー・ペイジ・トリンカー（ペイジ准将の孫娘）によって命名、進水し、1967年8月5日にボストンで艦長ミルトン・J・シュルツ・ジュニア中佐の指揮下就役した。
1967年10月中旬、リチャード・L・ペイジはボストンから母港のロードアイランド州ニューポートへ移動した。その後、カリブ海での整調訓練のため南へ向けて出航した。12月21日にリチャード・L・ペイジはニューポートへ帰還し、信頼性試験の後第6護衛戦隊に所属し作戦活動を始めた。1968年に入ると西大西洋で活動を始め、秋には第6艦隊で地中海の配備に入る。地中海では1969年2月10日まで活動し、2月18日にニューポートに帰還、3月には第2艦隊との任務を再開した。1969年7月1日にブランビィ (USS Brumby, FF-1044) に代わって第122駆逐艦隊の旗艦となり、カリブ海での演習を行った。
リチャード・L・ペイジは1971年から1972年8月までニューポートを拠点として東海岸沿いおよびカリブ海での作戦活動に従事し、8月半ばに第6艦隊での任務のため地中海に向けて出航した。
リチャード・L・ペイジは1988年9月30日に退役し、1994年1月12日に除籍される。その後1994年3月28日に処分のため海事管理局へ移管された。